# 伊通河畔欧奈
伊通河畔欧奈（法語：Aulnay-sur-Iton，法語發音：[onɛ syʁ itɔ̃]）是法国厄尔省的一个市镇，位于该省中部略偏南，属于埃夫勒区。

## 地理
伊通河畔欧奈（48°59'31"N, 1°2'53"E）面积1.53 平方千米，位于法国诺曼底大区厄尔省，该省份为法国北部内陆省份，北起滨海塞纳省，西接奧恩省和卡爾瓦多斯省，南至厄尔-卢瓦省，东临瓦兹省、瓦兹河谷省和伊夫林省。
与伊通河畔欧奈接壤的市镇（或旧市镇、城区）包括：伊通河畔阿尼耶尔、伊通河畔拉博讷维尔、圣塞巴斯蒂安-德莫尔桑、莱旺特。

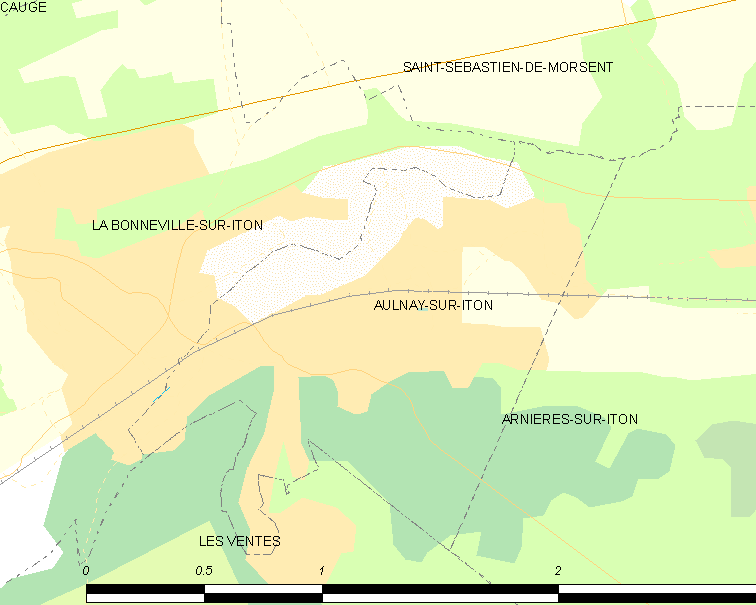
伊通河畔欧奈的OSM定位图

伊通河畔欧奈的时区为UTC+01:00、UTC+02:00（夏令时）。

## 行政
伊通河畔欧奈的邮政编码为27180，INSEE市镇编码为27023。

## 政治
伊通河畔欧奈所属的省级选区为乌什地区孔什县。

## 人口

1962-2008年间伊通河畔欧奈人口变化图示

伊通河畔欧奈于2022年1月1日时的人口数量为707人。